# JCウイルス
JCウイルス（JCV）とは、ポリオーマウイルス科ベータポリオーマウイルス属に分類されるエンベロープを持たないDNAウイルスである。
ポリオーマウイルス属に分類されていたが、2015年、属の変更と共にヒトポリオーマウイルス2（Human polyomavirus 2）と改称された。

## 概要
1971年、Padgettらによって進行性多巣性白質脳症患者の大脳から分離された。最初に分離された患者のイニシャルJ.C.から命名されている。
健常人の70%以上にJCVに対する抗体が認められることから、ほとんどの人が幼少期に無症候性に感染すると考えられている。感染は経口ないし、経気道によって起こり最初のウイルス複製は、扁桃で起こるとされている。その後血液、おそらくBリンパ球を介して腎臓、脾臓、骨髄などに広がりそこで潜伏感染をしている。
腎臓で潜伏感染を示したウイルスは、尿中から分離され原型（archetype）といわれる。進行性多巣性白質脳症（PML）症例の中枢神経から分離されるウイルスは、多様に変化した調節領域を持っているが知られている。
尿中から分離される原型調節領域が、体内で再編成され作りだされたものと考えられているが、調節領域の再編成とPMLの発症との関係は、原因なのか結果なのかは不明である。

## 疾患・薬物との関連
近年、様々な免疫抑制剤により難治性の疾患が治療をされるようになった。しかし免疫不全状態でJCウイルスの増殖がはじまり、PMLを認めることがある。プログラフ、ネオーラル、レミケード、リツキサンの投与に際しては、十分な注意を要する。

## 分子疫学
JCウイルスを用いたヒト集団の系譜を探る試みも行われている。
JCウイルス（JCV）はヒトの腎に寄生し、殖えた仔ウイルスは尿中に排泄される。JCVDNAは健常人の尿から容易に得られるので、分子疫学的な研究の格好の材料となる。加えて、JCVは日常的に接する大人（通常は両親）から子へ伝播すること、JCVの進化速度が適度に早いこと、株間での組み換えが起きないことなどが、JCVのヒト集団の指標としての有用性を高めている。
JCウイルスは感染するために、純粋なヒト集団の系統を反映するわけではないが、ある程度の参考になると思われる。

➀各亜型は独特な分布域をもっている。すなわち、ヨーロッパと地中海沿岸地域には主としてEUが分布する。アフリカ全域とアジアの一部（西アジア、インド北部）にはAf2が分布し、Af1とAf3がアフリカの一部（Af1、中央アフリカと西アフリカ；Af3、中央アフリカ）に分布する。東アジアではB1-a、B1-b、B2、CY、MY、SCなどの亜型が部分的に重なり合いながら分布する。
②異なるヒト集団が互いに混合したと考えられる地域では、複数の亜型が分布する。例えば北アフリカではヨーロッパ系の亜型（EU）とアフリカ系の亜型（Af2）が分布し、サウジアラビア、トルコなどの西アジアではヨーロッパ系のEUとアフリカ系のAf2、中央アジア系のB1-bが分布する。西インド洋のモーリシャスにはアフリカ系のAf2とアジア系のB1-b、B2、SCが分布する。
③同じ亜型が遠く離れた地域で見つかることがある。例えばEUはヨーロッパと地中海沿岸地域に分布するが、韓国、日本にも僅かだが分布する。また、SCは主に中国南部と東南アジアに分布するほか、モーリシャスやザンビアなど、東南アフリカやその近辺にも僅かに分布する。➀と②で述べたJCV亜型の分布の特徴はJCV亜型とヒト集団との間に密接な関係があることを示しており、③は太古または近世において、ヒト集団の新規な移動が存在したことを示していると思われた。

## 日本での分布
日本列島においては、西南日本には中国北部で高頻度のCYタイプが、東北日本には国外では朝鮮とアメリカ先住民にみられるMYタイプが、それぞれ高頻度である。

また、ヨーロッパで高頻度にみられるEUタイプがシベリアの先住民、ツングース系のチュクチ、コリヤークやイヌイット、ナナイに高頻度で、アイヌからはEU,MY,MXが混在して検出された。韓国や日本の秋田県や青森県など各県でも僅かに見られる。
青森県や東北地方ではシベリア先住民に高頻度のハプログループNが検出されることや、東北地方から北海道の縄文人はコリヤーク人との混血が確認されている事から、東北シベリアの先住民からの伝染かと思われる。

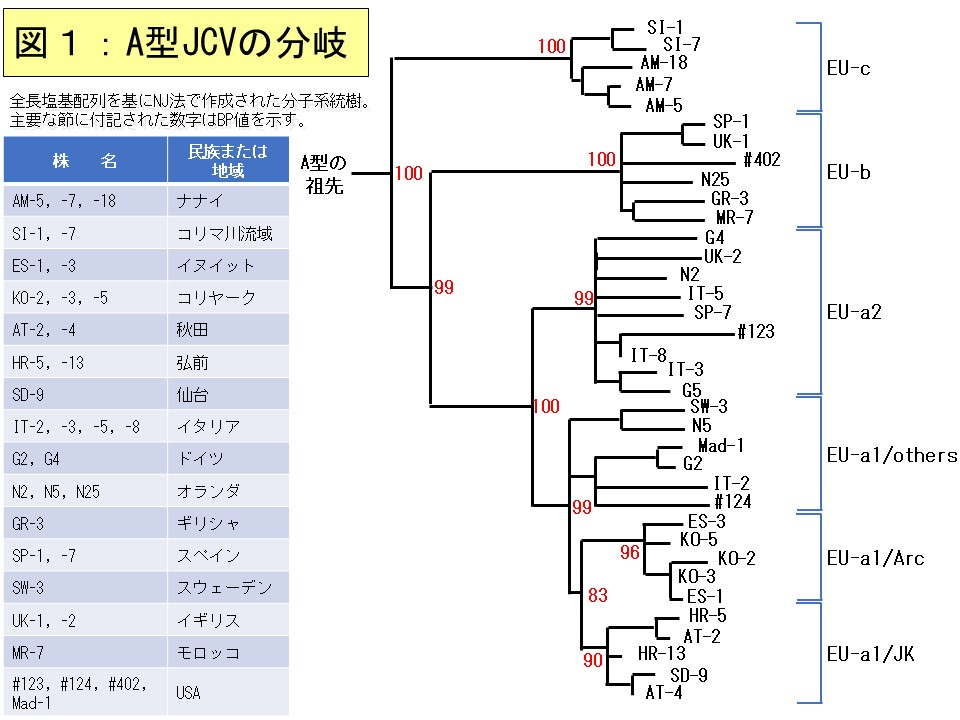
全長塩基配列を基に近隣結合法により作成された分子系統樹

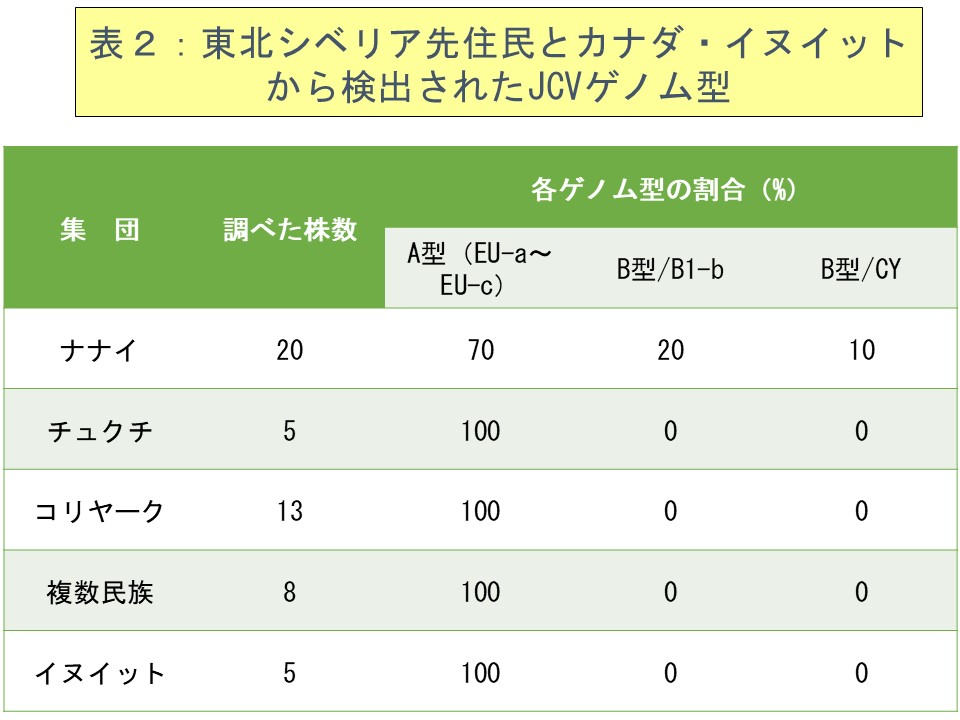
検出されたJCVゲノム型を示した。ナナイからはA型が70%と最も多く検出され、その他近隣の集団が持つJCV亜型（B型亜型、CYとB1-b）もわずかに検出された（CYは東北アジアに、B1-bは中央アジアに分布）。チュクチ、コリヤーク、イヌイットからはA型のみが検出された。

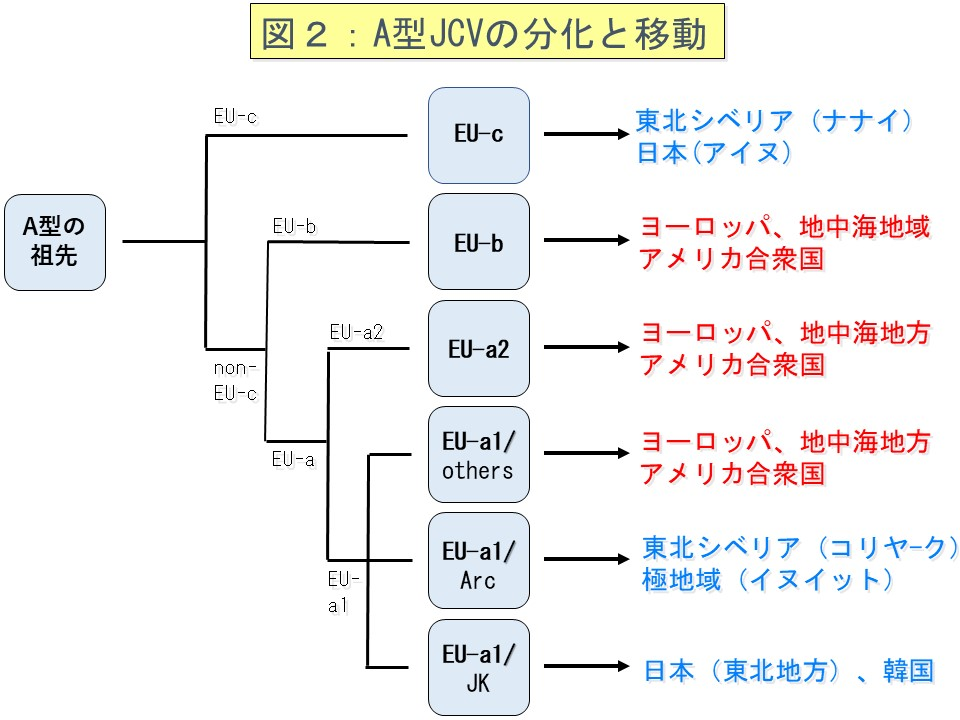
A型JCVの第三の亜型、EU-cが存在することが今回初めて判明した。EU-cは東北シベリアの民族のうち、ナナイとコリマ流域の民族から検出された。この亜型はA型の祖先から最初に分岐しており、現存するA型の3亜型の内、最古の亜型である。今回はデータを示さないが、EU-cは日本のアイヌからも検出された。

## 関連事項
- BKウイルス